# Transfoco
El transfoco se trata de un movimiento de cámara. Consiste en el cambio de enfoque dentro de un mismo plano de forma que pasamos de enfocar uno objeto/personaje que está en un primer término a otro objeto/personaje que se encuentra en un segundo término o viceversa. Es uno de los movimientos de cámara más sutiles.
Es un movimiento óptico, igual que el conocido movimiento de cámara "zoom". Esto significa que se regula con la óptica de la cámara. Aun así no comporta un acercamiento o distanciamiento, en este caso, está relacionado con la profundidad de campo y el enfoque.
Su función narrativa es denotar el cambio de protagonismo de uno objete/personaje a otro sin necesidad de cambiar de plano.
Los objetivos narrativos de este movimiento de cámara pueden ser: 
- Indicar una alternancia
- Cambio de protagonismo (Ex: conversación, una sorpresa, una despedida, o una nueva acción.)

Se consigue el efecto visual de que el espectador pasa de fijarse en una cosa a otra en la cual antes no le paraba atención, porque se encontraba totalmente desenfocada. Por lo tanto, el espectador experimenta un cambio de atención que resulta significativo en la escena.